# نادي اللواء
نادي اللواء السعودي هو أحد أندية الدرجة الثانية بمنطقة حائل في مدينة بقعاء، تأسس في العام 1396 هـ.

## تأسيسه
بقعاء في بداية التسعينات كغيرها بمنطقة حائل برزت تجمعاتها الرياضية التي تمارس الألعاب الرياضية في الأحياء والقرى القريبة منها فكان لمدرسة الثقافة الابتدائية ببقعاء دور كبير في تجميع هؤلاء الشباب وبالذات الدور الكبير لمدير هذه المدرسة الأستاذ فرحان سالم العنزي الذي جعلهم يؤدون تمارينهم على ملعب المدرسة وفي عام 1395ه كانت البداية التنظيمية والقوية خاصة عندما تبرع المواطن عبد الله القناع بمقر للنادي وذلك بصفه مؤقتة مجانا جعلت أهالي بقعاء ومؤسسي النادي يفكرون باسم اللواء كناد لهم وزاد عدد اللاعبين وأصبح شباب بقعاء شعلة رياضية مما كان لها أكبر الأثر في موافقة الرئاسة العامة لرعاية الشباب المبدئية على نادي اللواء وهذه الفترة جعلت من مؤسسي النادي يسعون للمشاركة خارج مدينه بقعاء وخاصة أم نادي الجبلين والطائي بحائل ونظرا لبعد المسافة ولعدم وجود طريق معبد إلى حائل جعل الأمر أكثر صعوبة إلا أنهم وبعد التحاق وزيادة عدد إداري النادي جعلت كل هذه الصعاب تهون وخاصة بعد جمع التبرعات المالية وشارك عدد من الإداريين ومن لهم خبرة في الرياضة بنادي اللواء فأصبح نايف فهد العبيد أول رئيس للنادي وصالح الواكد أول مدرب وطني متطوع يدرب كرة القدم حيث وصل عدد اللاعبين في عام 1395ه أكثر من خمسين لاعبا وكانت اللعبات البارزة في تلك الفترة هي كرة القدم والعاب القوى والطائرة والدراجات وشارك اللواء مع أندية المنطقة وحقق نتائج جيدة قياسا بخبرته وخاصة في العاب القوى حيث شارك اللاعب في لعبه جماعية وفردية سواء في المباريات الودية في النادي أو التمارين على ملعب النادي الذي تم إنشاؤه فيما بعد وقد كانت هذه المرحلة الأصعب في مسيرة النادي لان مشاركاته كانت بصفه مؤقتة ليثبت وجوده ليكون النادي الثالث على مستوى أندية منطقة حائل.

## تشكيلة الفريق الحالية
ملاحظة: تشير الأعلام إلى المنتخب الوطني على النحو المحدد في قواعد الأهلية للفيفا. قد يحمل اللاعبون أكثر من جنسية واحدة غير تابعة للفيفا.
| الرقم | البلد    | المركز | اللاعب          |
| ----- | -------- | ------ | --------------- |
| --    | السعودية | حارس   | عبد الله البيشي |
| --    | السعودية | حارس   | سعود الفيصل     |
| --    | السعودية | حارس   | مشعل الشمري     |
| --    | السعودية | مدافع  | نايف الدوسري    |
| --    | السعودية | مدافع  | محمد الخميس     |
| --    | السعودية | مدافع  | منيف السويدي    |
| --    | السعودية | مدافع  | عادل الذويب     |
| --    | السعودية | مدافع  | فيصل الزبيد     |
| --    | السعودية | مدافع  | ماجد هزازي      |
| --    | السعودية | مدافع  | سامر كعبي       |
| --    | السعودية | مدافع  | محمد مرزوق      |
| --    | السعودية | مدافع  | وسيم نهاري      |
| --    | السعودية | وسط    | سلطان العنزي    |
| --    | السعودية | وسط    | أيمن البلوي     |

| الرقم | البلد    | المركز | اللاعب        |
| ----- | -------- | ------ | ------------- |
| --    | السعودية | وسط    | صالح الحارثي  |
| --    | السعودية | وسط    | سعود المقبل   |
| --    | السعودية | وسط    | محمد المولد   |
| --    | السعودية | وسط    | خلاف الشمري   |
| --    | السعودية | وسط    | زبيد الزبيد   |
| --    | السعودية | وسط    | محمد كريشان   |
| --    | السعودية | وسط    | محمد تمبكتي   |
| --    | البرازيل | وسط    | جونينيو       |
| --    | السعودية | مهاجم  | رخي الشمري    |
| --    | السعودية | مهاجم  | سعود السلطان  |
| --    | نيجيريا  | مهاجم  | ماثيو بونيفاس |
| --    | فرنسا    | مهاجم  | سفيان ديا     |
| --    | سويسرا   | مهاجم  | رايل لولالا   |